# Bannockburn (Illinois)
Bannockburn é uma vila localizada no estado americano de Illinois, no Condado de Lake.

## Demografia
Segundo o censo americano de 2000, a sua população era de 1429 habitantes. 
Em 2006, foi estimada uma população de 1615, um aumento de 186 (13.0%).

## Geografia
De acordo com o United States Census Bureau tem uma área de 
5,2 km², dos quais 5,2 km² cobertos por terra e 0,0 km² cobertos por água.

## Localidades na vizinhança
O diagrama seguinte representa as localidades num raio de 8 km ao redor de Bannockburn. 